# Hansapur (Pyuthan)
Hansapur (nep. हंसपुर) – gaun wikas samiti w zachodniej części Nepalu w strefie Rapti w dystrykcie Pyuthan. Według nepalskiego spisu powszechnego z 2001 roku liczył on 590 gospodarstw domowych i 3819 mieszkańców (2031 kobiet i 1788 mężczyzn).